# Sèsam

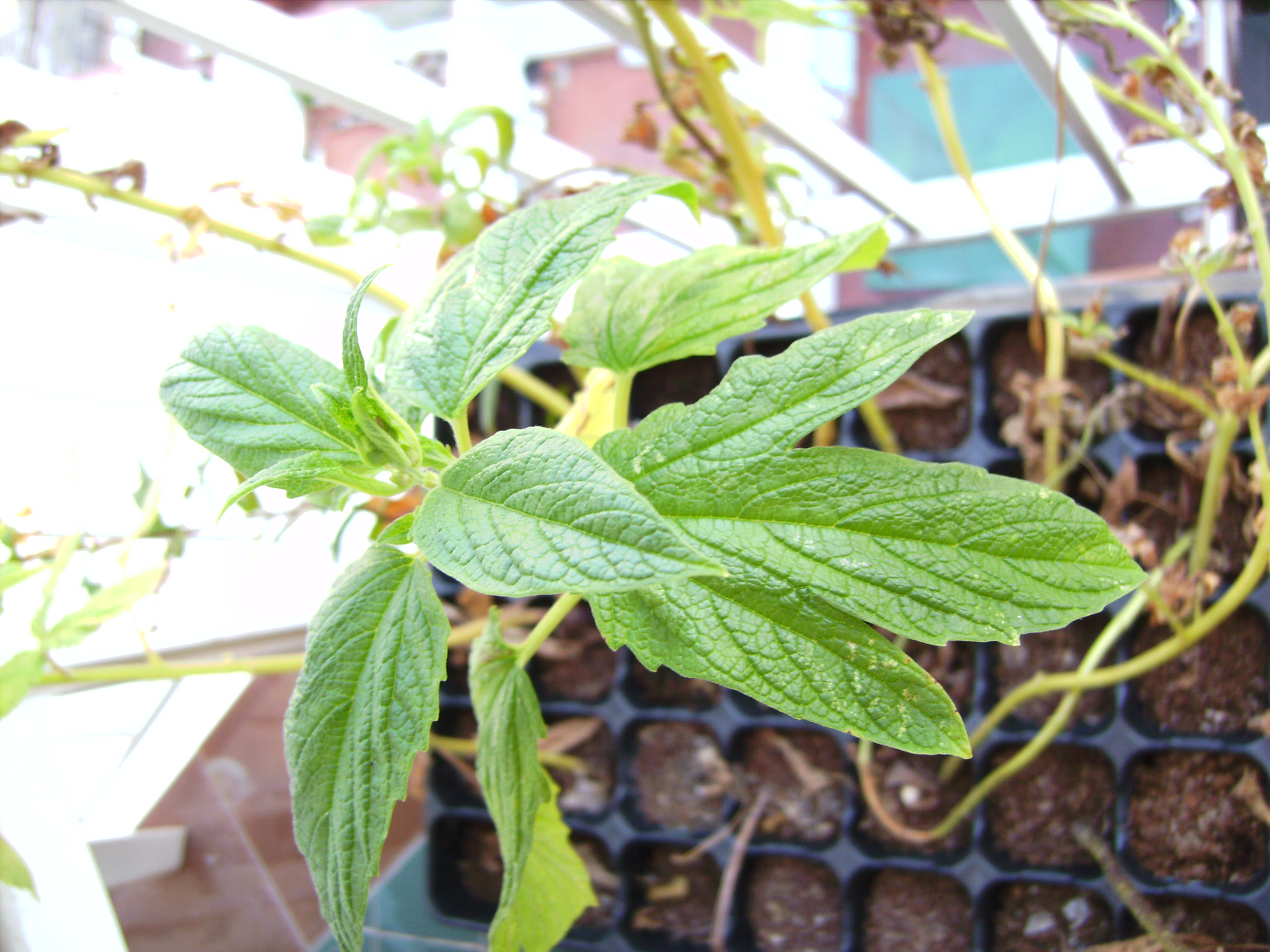
Planta de sèsam a Barcelona

Sèsam o alegria (Sesamum indicum) és una espècia de planta conreada.

## Descripció

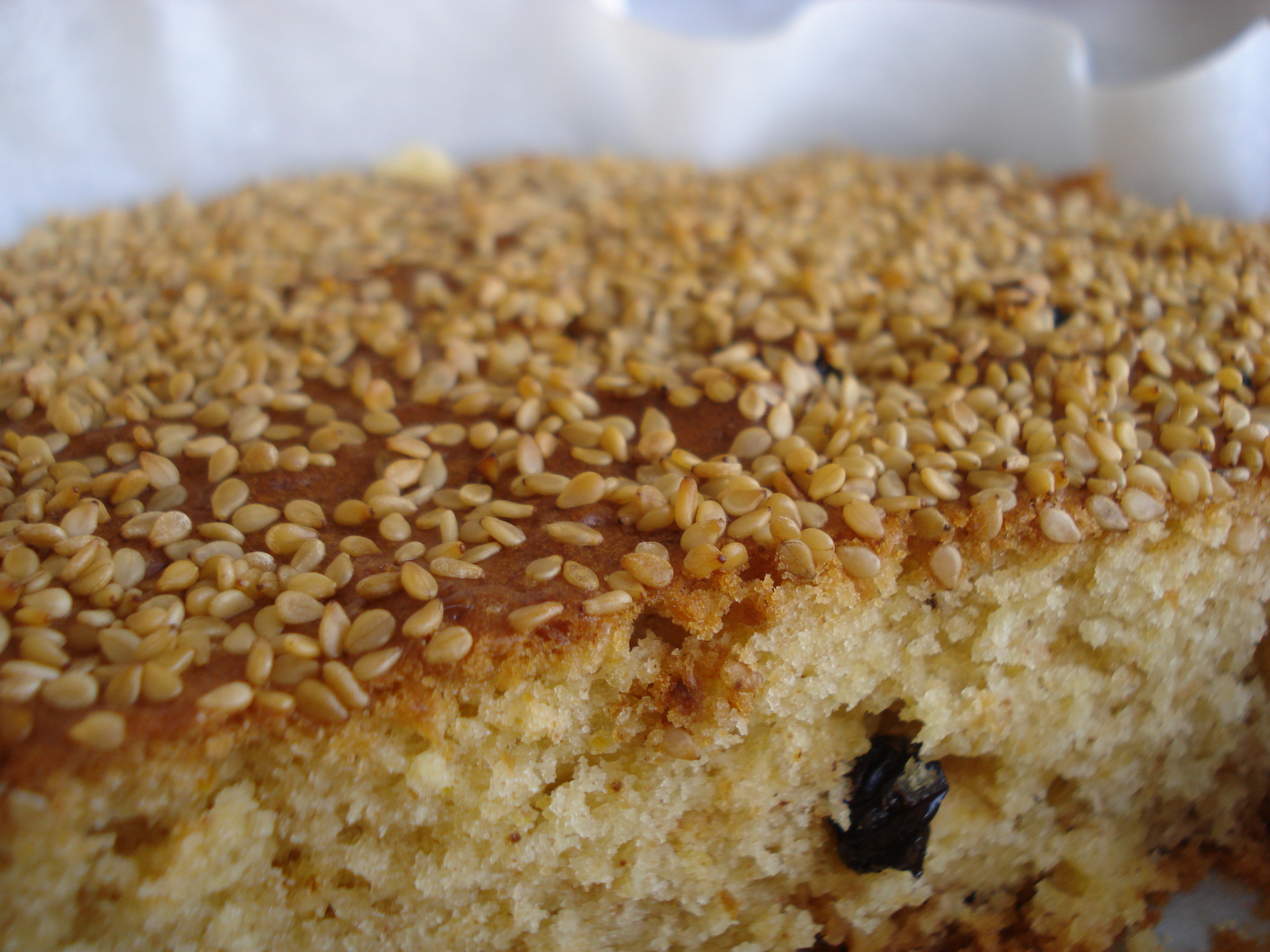
Fanurópita, pastís grec amb sèsam i panses.

Probablement originària de l'Àfrica, no se'n troba en estat espontani.
És conreat en regions tropicals i subtropicals per les seves llavors oleaginoses (de les quals s'obté l'oli de sèsam). És una planta de cicle anual. Ateny una alçada d'1m a 1,5 m. A l'hemisferi nord floreix al juliol. Fa flors tubulars de quatre lòbuls i de color blanc o porpra. Les fulles tenen disposició oposada, són lanceolades i tenen el marge enter o lleugerament dentat. El fruit és un aqueni contingut dins una càpsula amb diverses llavors dins. No resisteix les glaçades i requereix llum solar directa i un sòl humit. La planta fa una pudor similar a la de l'herba queixalera (datura stramonium), una mala herba.
És un dels conreus més antics coneguts. Els sumeris ja en conreaven i n'exportaven grans quantitats d'oli. L'anomenaven shawash-shammu, que vol dir "planta oli" 
En el conte Ali Babà i els 40 lladres, el mot "sèsam" és justament la contrasenya per a fer obrir i tancar la cova dels lladres, cosa que indica prou com n'era —i encara n'és— de popular aquesta planta al Pròxim Orient.

## Gastronomia

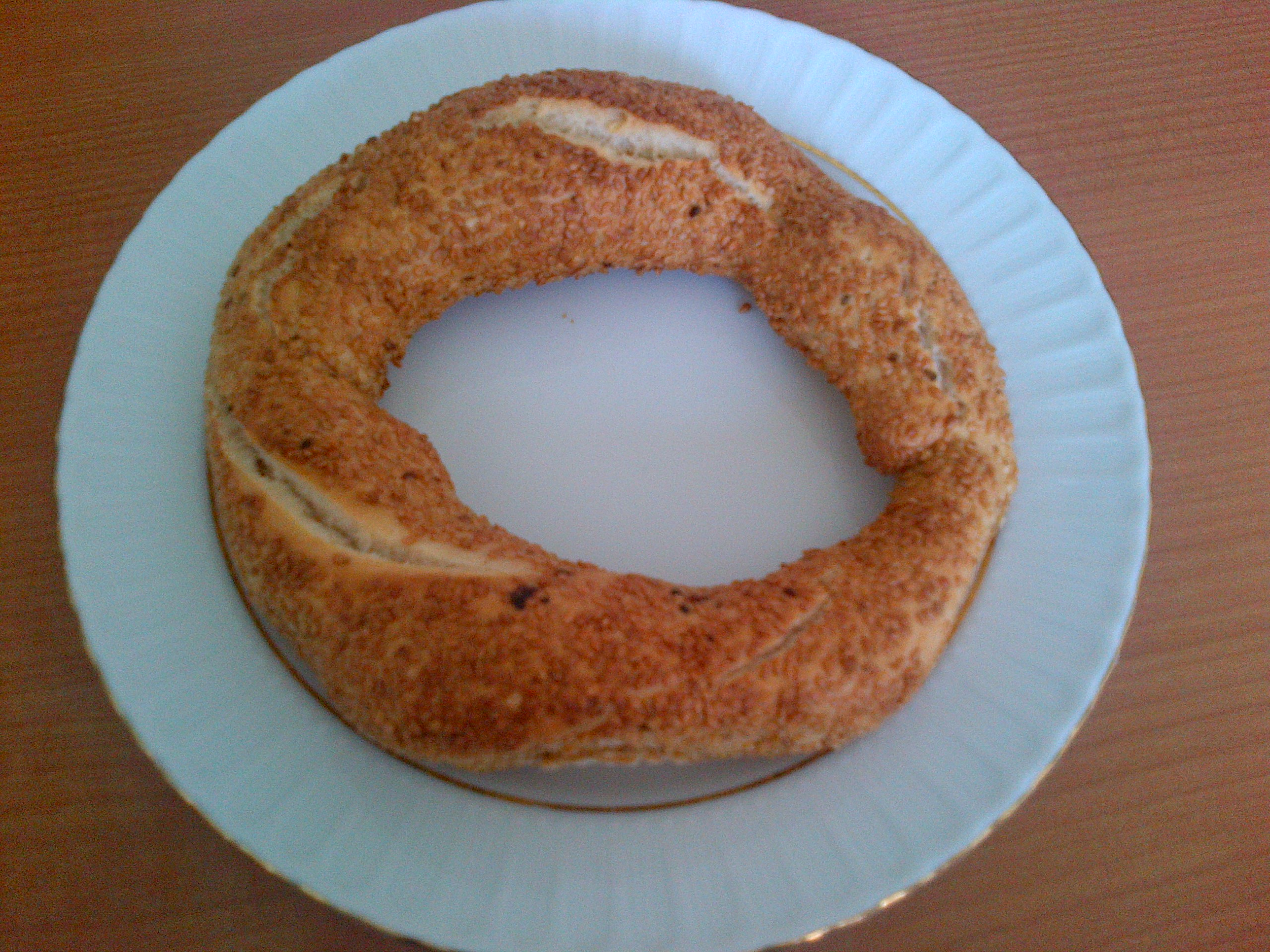
Simit

Del sèsam se n'obté oli i tahina, una pasta molt utilitzada en la cuina de tot l'Orient Mitjà. La tahina és un ingredient essencial de la pasta de cigrons anomenada hummus o del baba Ghanoush (puré d'albergínia).
El sèsam es fa servir també per a decorar pans i coques, per a obtenir sal de sèsam o "gomasi" i com a ingredient del sushi i altres preparacions de la cuina japonesa.
L'oli de sèsam és el que es fa servir per a fer massatges en la tradició ayurvèdica de l'Índia.
A les llavors de sèsam se'ls han atribuït propietats nutritives que les fan recomanables en dietes per a reduir el colesterol i per a prevenir alguns tipus de càncer.